# موتور گمی (تفتان)
موتور گمی یا شهید نادر میرکازهی روستایی در دهستان گوهرکوه بخش گوهرکوه شهرستان تفتان استان سیستان و بلوچستان ایران است.

## جمعیت
بر پایه سرشماری عمومی نفوس و مسکن در سال ۱۳۹۵ جمعیت این روستا ۱۶ نفر (۴خانوار) بوده‌است.